# Apollodoros från Karystos
Apollodoros från Karystos (grekiska Aπoλλοδωρoς), var en grekisk komediförfattare från Karystos på Euboia, verksam omkring 200 f.Kr.
Apollodoros var en av den så kallade nyare attiska komedins mest framträdande representanter och utgjorde tillsammans med Menandros förebild för den romerske komediförfattaren Terentius, vars Phormio och Hecyra är bearbetningar efter apollodoriska original, som dock inte finns bevarade.
Som komediförfattare omtalas även en Apollodoros från Gela på Sicilien som tros vara samma person som Apollodoros från Karystos.